# Charmes-sur-l'Herbasse
Charmes-sur-l'Herbasse é uma comuna francesa na região administrativa de Auvérnia-Ródano-Alpes, no departamento de Drôme. Estende-se por uma área de 12,84 km². Em 2010 a comuna tinha 930 habitantes (densidade: 72,4 hab./km²).